# De Panne
De Panne (Frans: La Panne) is een badplaats en gemeente in de Belgische provincie West-Vlaanderen. De gemeente telt ruim 10.000 inwoners. De Panne is de meest westelijke plaats van België en de meest zuidelijke badplaats aan de Belgische Kust. Deze grenst op zijn beurt aan de meest noordelijke plaats van Frankrijk, namelijk Bray-Dunes.

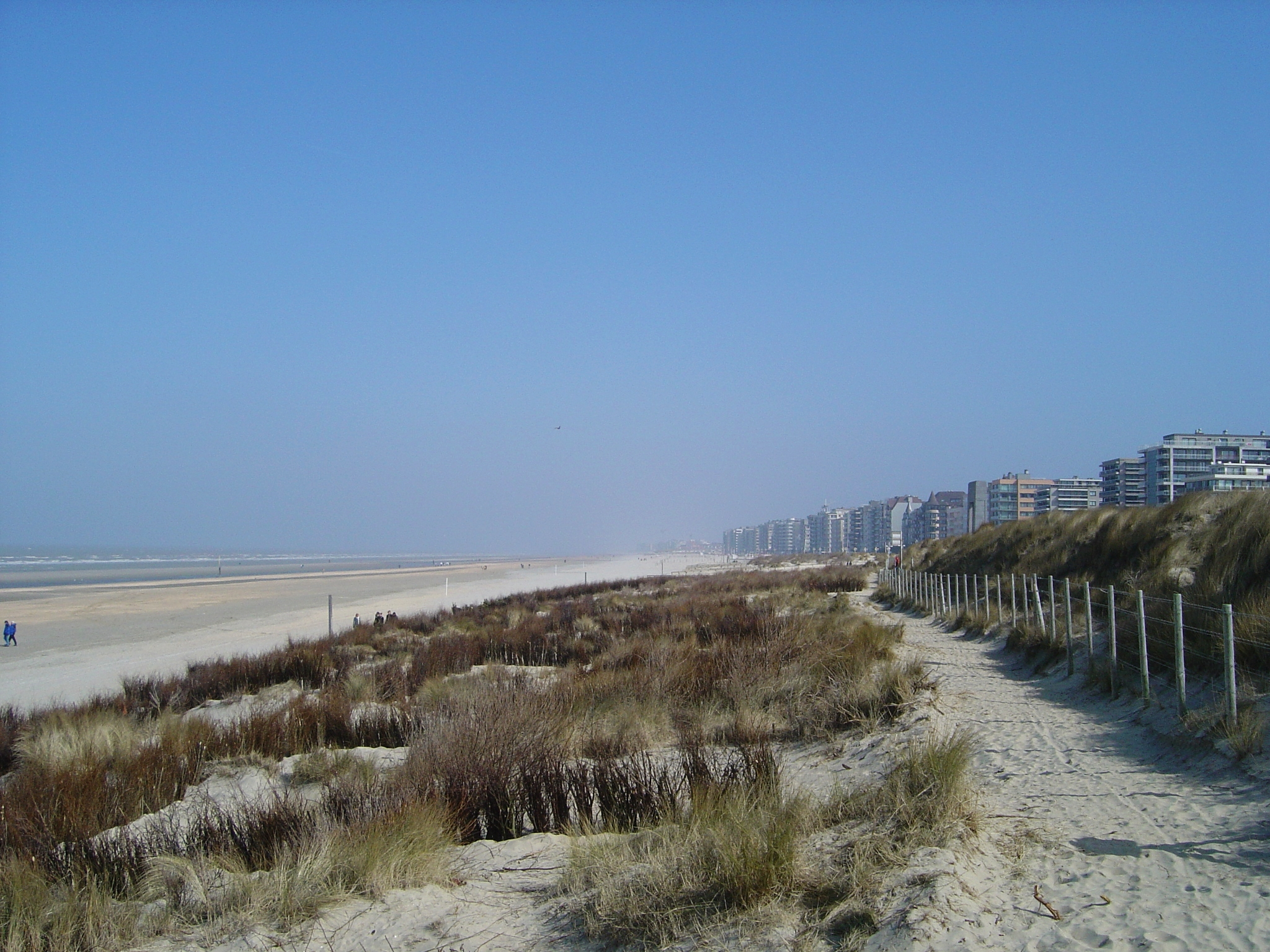
De Panne aan de Noordzee

## Geschiedenis
De naam is afkomstig van het woord duinpan. Een pan of panne is een komvormige diepte in de duinen. In het gebied van Adinkerke was al bewoning aanwezig in de 5e eeuw voor Christus en ook in de Romeinse en Frankische tijd woonden er mensen die aan landbouw, veeteelt en visserij deden. De naam van het dorp Adinkerke vindt men vanaf de 12e eeuw terug.
De Panne ontstond echter pas rond 1782 in de tijd van de Oostenrijkse Nederlanden. De regering onder keizer Jozef II wilde de kustvisserij stimuleren, hierdoor werd door vooraanstaande burgers uit Veurne een nederzetting opgericht dat men Sint-Jozefsdorp noemde, later Kerckepanne. Het was gelegen tussen de duinen en de zee. Het kleine gehuchtje werd in 1789 een parochie van Adinkerke en werd administratief in 1799 bij de gemeente Adinkerke gevoegd. In de duinen van dit gehucht zette Leopold I, de eerste Koning der Belgen voet op Belgische bodem. Hij reed vanaf Duinkerke naar De Panne, begeleid door Franse cavalerie.
Rond 1830 erfde grootgrondbezitter Pieter Bortier ongeveer 650 ha duingrond in De Panne. Hij opende er in 1831 het eerste primitieve "Pavillon des Bains", een ontmoetingsplaats voor Engelse en Veurnse beau monde. Jaren later bouwde hij er een eigen zomervilla. Hij leverde grote inspanningen om het kleine, wat verarmde, vissersdorpje te verbeteren. De Panne had dan wel geen haven, maar had rond 1900 toch de op een na grootste vissersvloot van de Belgische Kust, na Oostende. Wegens het ontbreken van een haven moesten de boten met platte bodem, de "panneschuiten", telkens op het strand worden getrokken. In het begin van de 20e eeuw was er een project om een haven aan te leggen, maar dit kwam er uiteindelijk niet, en de vissers verdwenen geleidelijk uit De Panne.
Van een vissersdorp werd De Panne echter meer en meer een toeristische badplaats vanaf de tweede helft van de 19e eeuw. Hierdoor werd De Panne groter dan het oorspronkelijke Adinkerke. Op 5 februari 1870 was de spoorlijn De Panne - Duinkerke in gebruik genomen. Rond die tijd kwam er in de buurt van het Pavillon des Bains een eerste kursaal, enkele paviljoenen en de eerste pensions en hotels. De Panne werd kort voor 1900 grotendeels uitgebouwd naar ontwerp van architect Albert Dumont. Van de specifieke cottage-architectuur die hij hierbij hanteerde bleef o.a. de Dumontwijk goed bewaard. Op de zeedijk werden aaneengesloten villa's in pittoreske stijl gebouwd.
Het gehucht De Panne werd op 24 juli 1911 officieel van Adinkerke afgesplitst en werd een zelfstandige gemeente. Bij de gemeentelijke fusies in 1977 werden beide gemeenten weer samengevoegd. Ditmaal werd echter Adinkerke als kleinste dorp een deel van de nieuwe fusiegemeente De Panne.
Tijdens de Eerste Wereldoorlog vestigde de Belgische regering zich in het Franse Le Havre, nadat ook Antwerpen zich overgaf aan het Duitse leger. Koning Albert I en koningin Elisabeth betrokken echter wel een villa in De Panne om van daaruit het Belgisch leger te leiden.
De komst van het massatoerisme, vanaf de jaren 1950, bracht grote veranderingen teweeg. De kustvilla's ruimden plaats voor hogere appartementsblokken. Vooral op de zeedijk is, op enkele villa's na, niets meer overgebleven van de oorspronkelijke bebouwing.

## Geografie

### Kernen
De gemeente De Panne telt twee deelgemeentes. Aan de kust ligt De Panne zelf. Drie kilometer landinwaarts ligt Adinkerke, langs het Kanaal Nieuwpoort-Duinkerke. De totale oppervlakte van het grondgebied bedraagt 2 663 ha (inclusief 261 ha strand), waarvan De Panne 926 ha inneemt (exclusief strand), en de deelgemeente Adinkerke 1 476 ha. Oorspronkelijk behoorde het toenmalige gehucht De Panne tot Adinkerke. Op 24 juli 1911 werd De Panne officieel van Adinkerke afgescheiden, waardoor er dus een nieuwe zelfstandige gemeente ontstond. Later, op 1 januari 1977, werd de landelijke moedergemeente Adinkerke gefuseerd met De Panne.
| # | Naam           | Opp. (km²) | Inwoners (2020) | Inwoners per km² | NIS-code |
| - | -------------- | ---------- | --------------- | ---------------- | -------- |
| 1 | De Panne (I)   | 9,26       | 8 055           | 870              | 38008A   |
| 2 | Adinkerke (II) | 14,76      | 3 087           | 209              | 38008B   |

De Panne grenst aan de volgende dorpen en gemeenten:
| - a. Koksijde (gemeente Koksijde, met de parochie Sint-Idesbald) - b. Veurne (stad Veurne) - c. De Moeren (stad Veurne) - d. De Moeren (Les Moëres, Frankrijk) - e. Gijvelde (Ghyvelde, Frankrijk) - f. Bray-Dunes (Frankrijk) |

### Kaart

De Panne, deelgemeenten en buurgemeenten. De gele gebieden zijn bebouwde kernen.

## Natuur en landschap
De Panne is een badplaats aan de Noordzeekust, met een breed strand en omringd door natuurgebieden. In het oosten zijn dat de Zeeparkduinen (10 ha), de Houtsaegerduinen en het Kerkepannebos (86 ha), in het zuiden het gemeentelijk reservaat Oosthoekduinen (61 ha), het Calmeynbos (85 ha), de Krakeelduinen, en in het westen het Natuurreservaat De Westhoek (340 ha) dat aansluit bij het Franse natuurgebied Dune du Perroquet te Bray-Dunes. Tussen het Calmeynbos en de Oosthoekduinen bevindt zich ook het provinciaal bezoekerscentrum Duinpanne met een museum. In de meeste natuurgebieden is er gelegenheid tot wandelen. Honden moeten daarbij steeds aan de leiband gehouden worden.

## Bezienswaardigheden
- Wandelen kan op de 2,5 kilometer lange zeedijk. Aan het westelijk einde van de wandeldijk bevindt zich het Westerpunt. Het strand ter hoogte van De Panne heeft geen golfbrekers en is het breedste van de Belgische kust (450 m bij eb). Hierdoor is De Panne bekend als een ideale plaats voor het zeilwagenrijden, ook wel strandzeilen genoemd. In 1898 introduceerden de gebroeders Dumont er de zeilwagen als recreatiemiddel. Verder zijn er veel winkels in De Panne, met filialen van verschillende ketens.
- Op 17 juli 1831 kwam Leopold I, de eerste koning der Belgen, vanuit Calais per koets aan in De Panne. De Leopold I-esplanade herinnert aan de intrede van de vorst in het land. Het monument Leopold I dateert van 1958 en is van de hand van René Cliquet.
- De Sint-Pieterskerk is een neogotische hallenkerk. Het eerste deel werd in 1860 gebouwd; de toren dateert pas uit 1934.
- In 1906 werd in opdracht van het echtpaar d'Arripe-Sanchez, en samen met de paters Oblaten een kapel en klooster gebouwd. Het echtpaar liet die bouwen ter nagedachtenis van hun dochter die in 1901 op 21-jarige leeftijd was overleden. Het kerkje, gewijd aan Onze-Lieve-Vrouw van de Zee, lag aanvankelijk in de duinen, tegenwoordig is het gebouw verstedelijkt en ligt het kerkje tussen de appartementsgebouwen. Het kerkje werd voltooid in 1909 en kreeg in 1913 een koor. Koning Albert I was tijdens de Eerste Wereldoorlog een frequente bezoeker, zodat het kerkje in 1924 de naam "Koninklijke Kapel" kreeg.
- De Onze-Lieve-Vrouwkerk is een neoromaanse kerk uit 1930. Het is een van de voorlopers van de moderne kerken die aan de Belgische Westkust werden gebouwd.

## Galerij

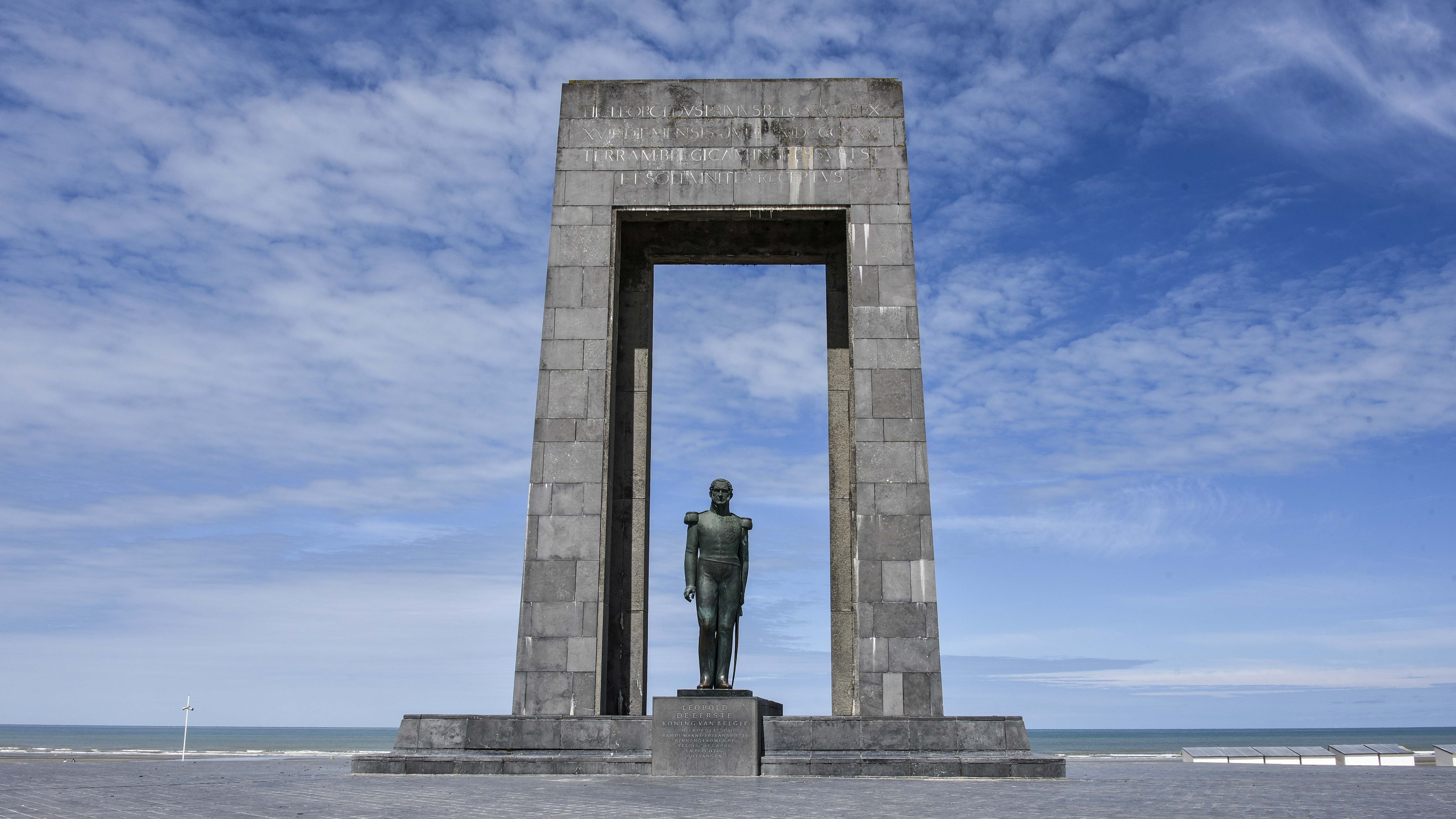
Monument Leopold I
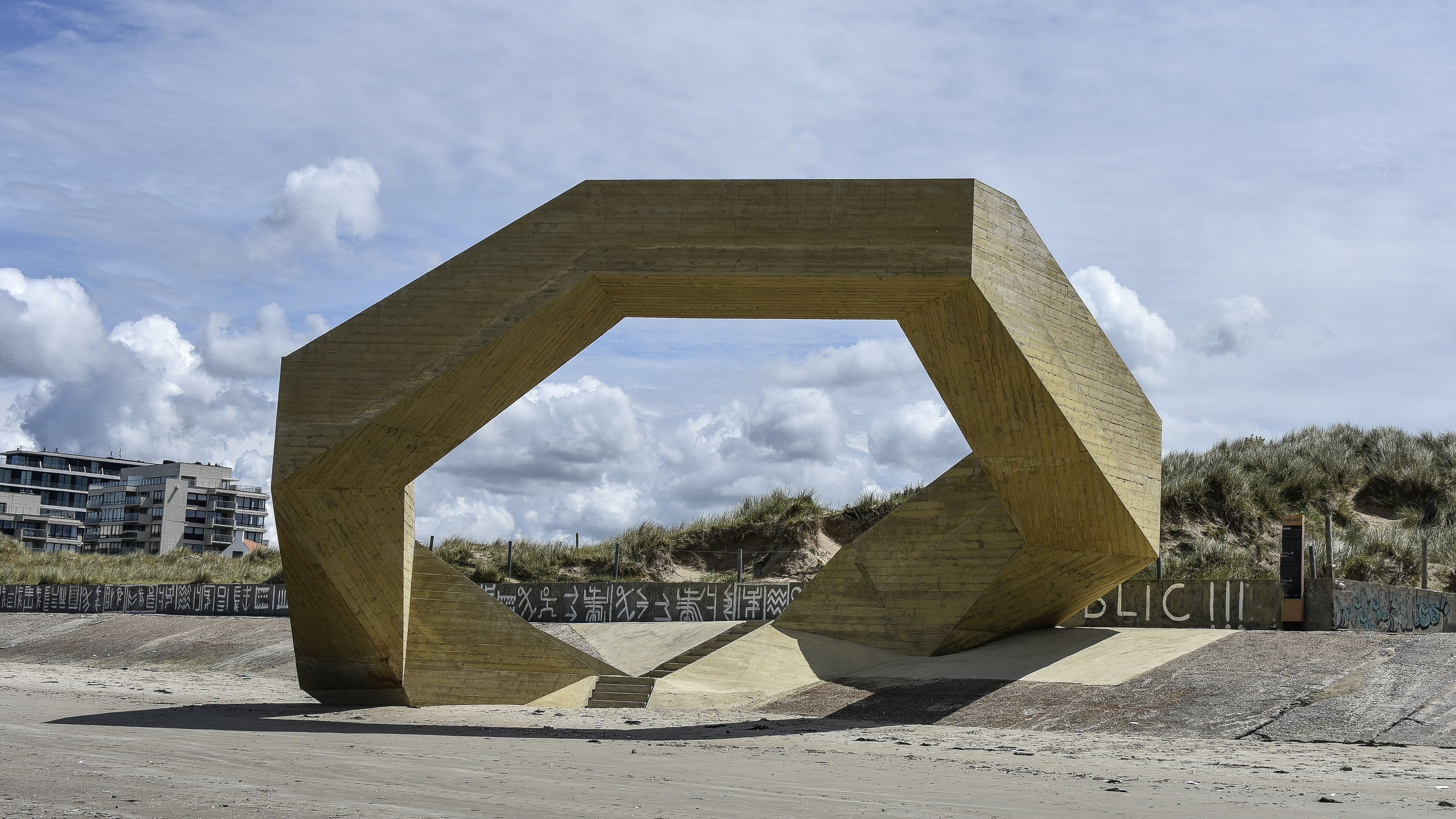
Westerpunt
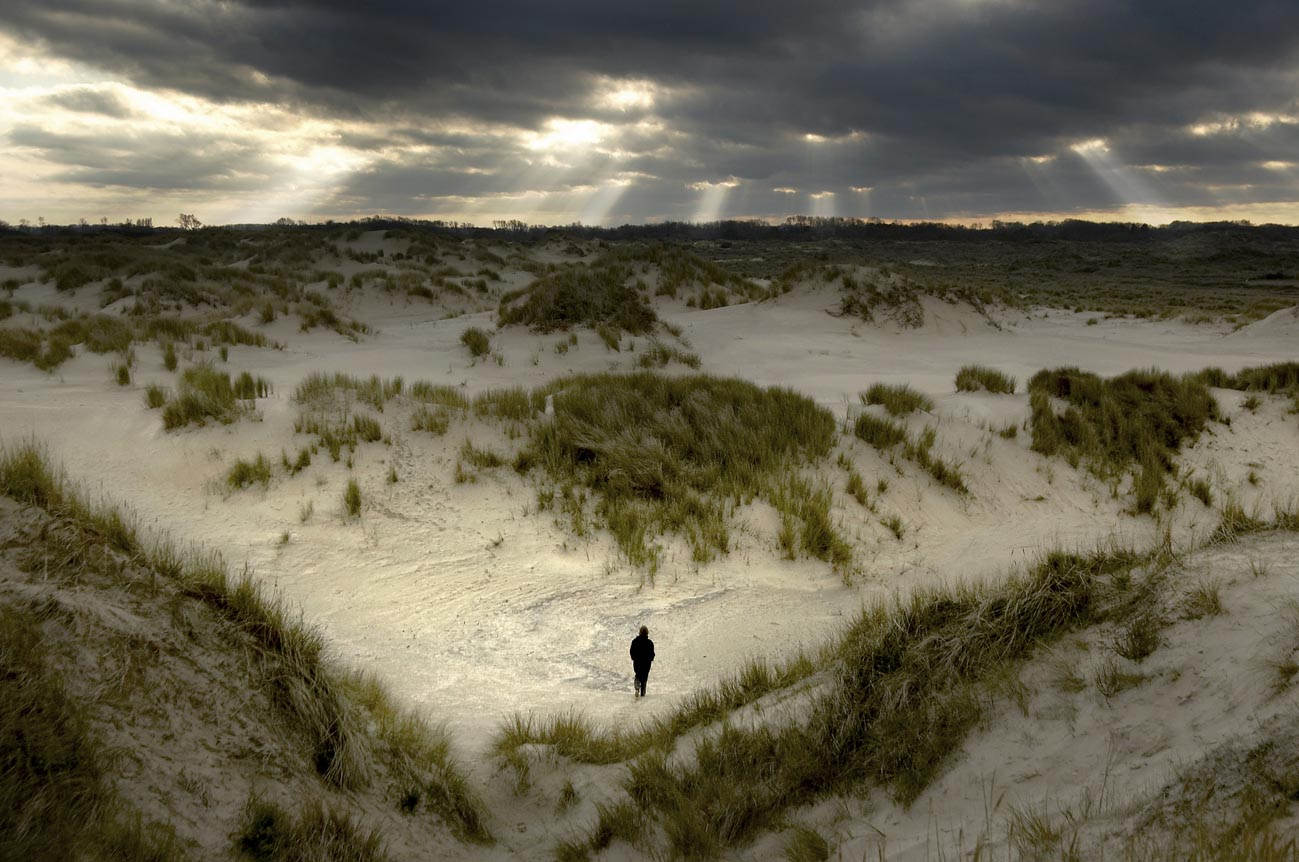
Natuurreservaat De Westhoek
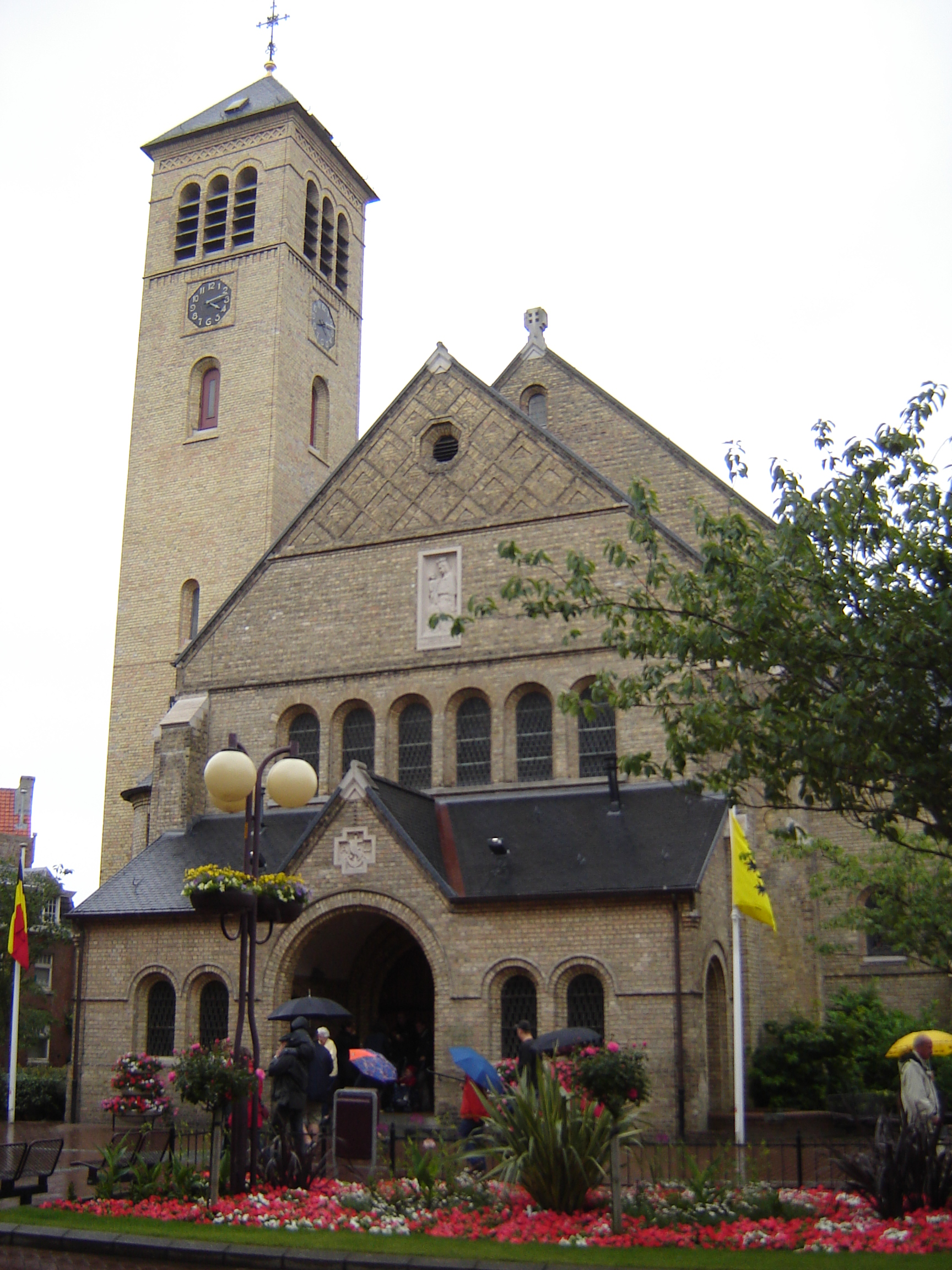
Onze-Lieve-Vrouwekerk
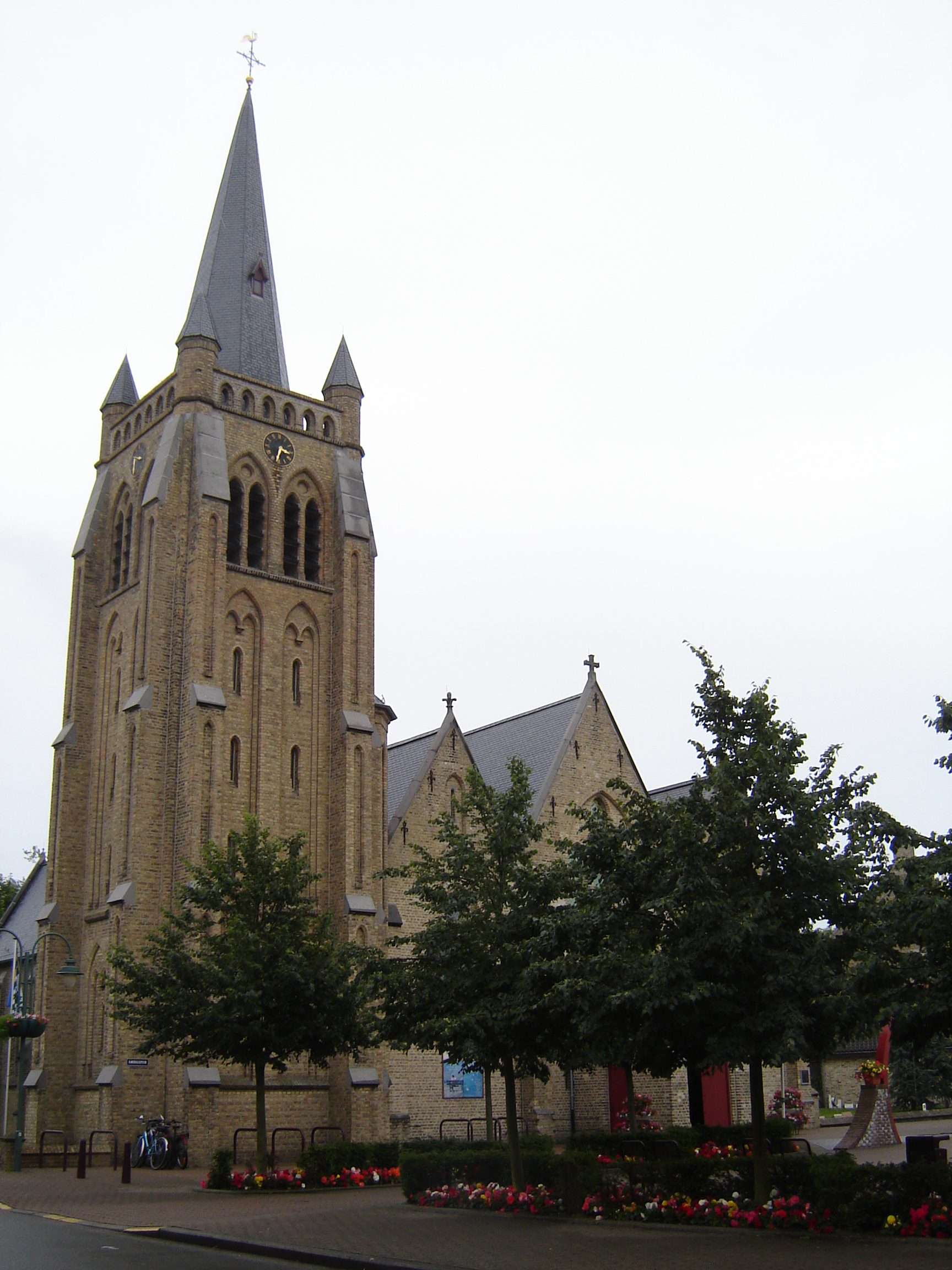
Sint-Petruskerk
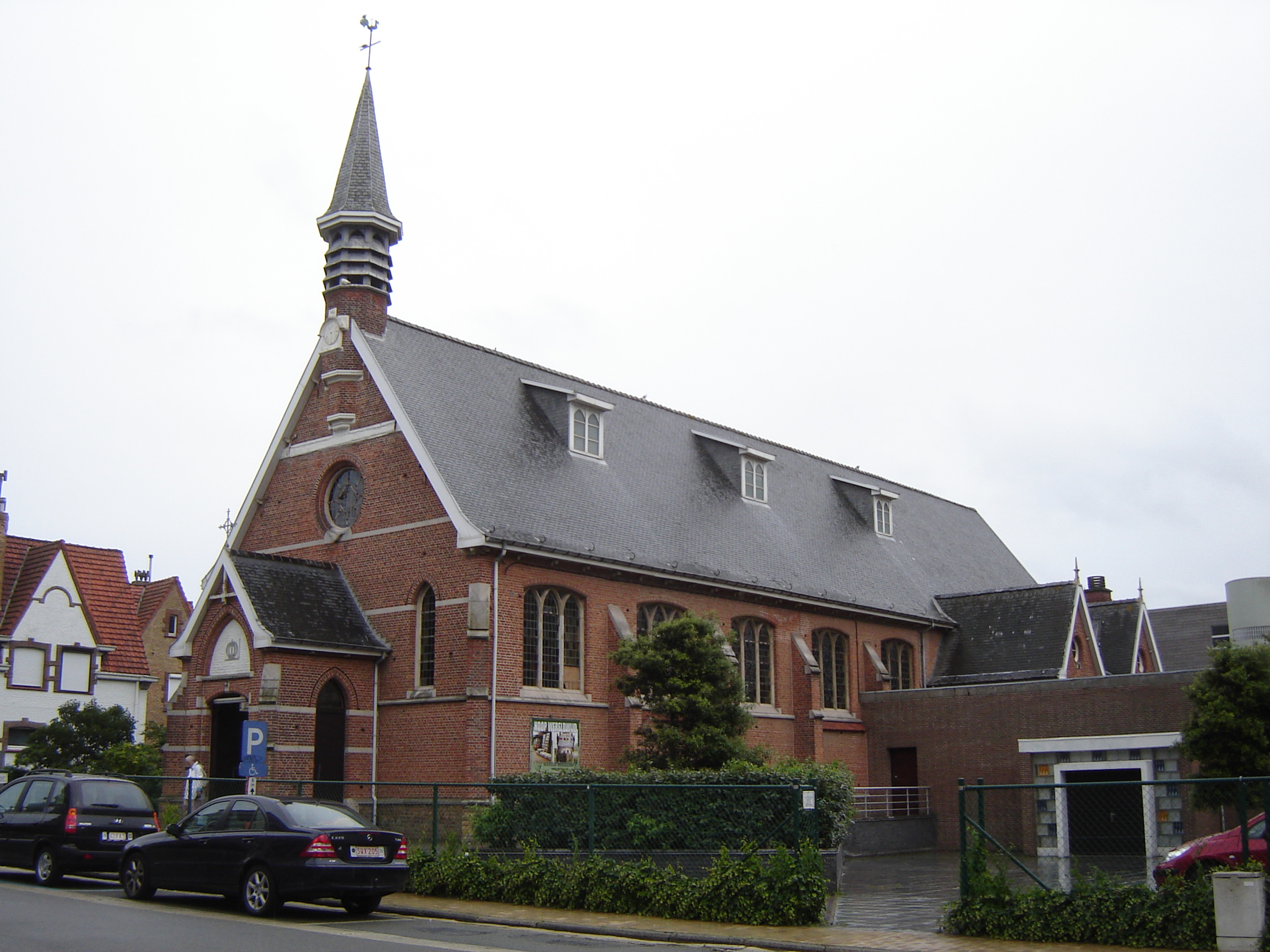
Koninklijke Kapel

## Demografie

### Demografische ontwikkeling voor de fusie
- Bronnen:NIS, Opm:1831 tot en met 1970=volkstellingen; 1976 = inwoneraantal op 31 december

### Demografische ontwikkeling van de fusiegemeente
Alle historische gegevens hebben betrekking op de huidige gemeente, inclusief deelgemeenten, zoals ontstaan na de fusie van 1 januari 1977.
- Bronnen:NIS, Opm:1831 tot en met 1981=volkstellingen; 1990 en later= inwonertal op 1 januari

| Inwoners van jaar tot jaar op 1 januari 1992 tot heden | Inwoners van jaar tot jaar op 1 januari 1992 tot heden | Inwoners van jaar tot jaar op 1 januari 1992 tot heden |
| jaar                                                   | Aantal                                                 | Evolutie: 1992=index 100                               |
| ------------------------------------------------------ | ------------------------------------------------------ | ------------------------------------------------------ |
| 1992                                                   | 9.786                                                  | 100,0                                                  |
| 1993                                                   | 9.809                                                  | 100,2                                                  |
| 1994                                                   | 9.907                                                  | 101,2                                                  |
| 1995                                                   | 9.963                                                  | 101,8                                                  |
| 1996                                                   | 9.958                                                  | 101,8                                                  |
| 1997                                                   | 9.975                                                  | 101,9                                                  |
| 1998                                                   | 9.859                                                  | 100,7                                                  |
| 1999                                                   | 9.760                                                  | 99,7                                                   |
| 2000                                                   | 9.722                                                  | 99,3                                                   |
| 2001                                                   | 9.880                                                  | 101,0                                                  |
| 2002                                                   | 9.877                                                  | 100,9                                                  |
| 2003                                                   | 9.852                                                  | 100,7                                                  |
| 2004                                                   | 9.923                                                  | 101,4                                                  |
| 2005                                                   | 9.961                                                  | 101,8                                                  |
| 2006                                                   | 10.060                                                 | 102,8                                                  |
| 2007                                                   | 10.153                                                 | 103,8                                                  |
| 2008                                                   | 10.281                                                 | 105,1                                                  |
| 2009                                                   | 10.430                                                 | 106,6                                                  |
| 2010                                                   | 10.614                                                 | 108,5                                                  |
| 2011                                                   | 10.728                                                 | 109,6                                                  |
| 2012                                                   | 10.748                                                 | 109,8                                                  |
| 2013                                                   | 10.794                                                 | 110,3                                                  |
| 2014                                                   | 10.812                                                 | 110,5                                                  |
| 2015                                                   | 10.836                                                 | 110,7                                                  |
| 2016                                                   | 10.811                                                 | 110,5                                                  |
| 2017                                                   | 10.915                                                 | 111,5                                                  |
| 2018                                                   | 11.129                                                 | 113,7                                                  |
| 2019                                                   | 11.176                                                 | 114,2                                                  |
| 2020                                                   | 11.147                                                 | 113,9                                                  |
| 2021                                                   | 11.232                                                 | 114,8                                                  |
| 2022                                                   | 11.122                                                 | 113,7                                                  |
| 2023                                                   | 11.089                                                 | 113,3                                                  |
| 2024                                                   | 11.021                                                 | 112,6                                                  |
| 2025                                                   | 10.874                                                 | 111,1                                                  |

## Politiek

### Structuur
| De Panne         | De Panne         | Supranationaal         | Nationaal                         | Nationaal                         | Gemeenschap               | Gewest                    | Provincie                 | Arrondissement            | Provinciedistrict | Kanton          | Gemeente        |
| ---------------- | ---------------- | ---------------------- | --------------------------------- | --------------------------------- | ------------------------- | ------------------------- | ------------------------- | ------------------------- | ----------------- | --------------- | --------------- |
| Administratief   | Niveau           | Europese Unie          | België                            | België                            | Vlaanderen                | Vlaanderen                | West-Vlaanderen           | Diksmuide                 | Diksmuide         | Diksmuide       | De Panne        |
| Administratief   | Bestuur          | Europese Commissie     | Belgische regering                | Belgische regering                | Vlaamse regering          | Vlaamse regering          | Deputatie                 | Deputatie                 | Deputatie         | Deputatie       | Gemeentebestuur |
| Administratief   | Raad             | Europees Parlement     | Kamer van volksvertegenwoordigers | Kamer van volksvertegenwoordigers | Vlaams Parlement          | Vlaams Parlement          | Provincieraad             | Provincieraad             | Provincieraad     | Provincieraad   | Gemeenteraad    |
| Kiesomschrijving | Kiesomschrijving | Nederlands Kiescollege | Kieskring West-Vlaanderen         | Kieskring West-Vlaanderen         | Kieskring West-Vlaanderen | Kieskring West-Vlaanderen | Kieskring West-Vlaanderen | Oostende-Veurne-Diksmuide | Veurne-Diksmuide  | Veurne          | De Panne        |
| Verkiezing       | Verkiezing       | Europese               | Federale                          | Federale                          | Vlaamse                   | Vlaamse                   | Provincieraads-           | Provincieraads-           | Provincieraads-   | Provincieraads- | Gemeenteraads-  |

### Geschiedenis

#### Lijst van burgemeesters
| Tijdspanne | Tijdspanne   | Burgemeester                                   |
| ---------- | ------------ | ---------------------------------------------- |
|            | 1911 - 1932  | Ernest d'Arripe                                |
|            | 1933 - 1936  | Abel De Wulf                                   |
|            | 1938         | Jozef Van Bellinghen                           |
|            | 1939 - 1942  | Leon Demailly                                  |
|            | 1942 - 1944  | Karel Charlet (oorlogsburgemeester)            |
|            | 1944 - 1947  | Leon Demailly                                  |
|            | 1947 - 1964  | Honore Oscar Gevaert                           |
|            | 1965 - 1982  | Raphaël Versteele (CVP op lijst VDP)           |
|            | 1982 - 1988  | Gilbert Bossuyt (PVV op lijst EDA)             |
|            | 1989 - 1994  | Johan Degrieck (PRO)                           |
|            | 1995 - 2007  | Willy Vanheste (SP / sp.a op lijst VDA)        |
|            | 2008 - 2012  | Robert Butsraen (sp.a op lijst VEDA)           |
|            | 2013 - 2018  | Ann Vanheste (sp.a. op lijst DAS)              |
|            | 2019 - 2021  | Bram Degrieck (lijst Plan B)                   |
|            | 2021         | Ann Vanheste (Vooruit op LijstBurgemeester)    |
|            | 2021 - 2024  | Bram Degrieck (lijst Plan B)                   |
|            | 2024 - heden | Wim Janssens (Open Vld op lijst Het Actieplan) |

#### Legislatuur 1977-1982
De CVP kwam op onder de kieslijst 'Van Duin tot Polder' (VDP), daar tegenover stond de 'Eenheidslijst De Panne-Adinkerke' (EDA), een kartellijst van de PVV, de SP en de Volksunie. Burgemeester werd Raphaël Versteele (VDP). Onder meer als gevolg van de corruptiezaak Westhoekverkaveling viel de VDP uit elkaar. Onder leiding van Johan Degrieck werd de scheurlijst 'Vrije Democraten' (VD) opgericht. Na zijn veroordeling in voorgenoemde corruptiezaak kon Versteele niet opnieuw kandidaat zijn bij de gemeenteraadsverkiezingen van oktober 1982.

#### Legislatuur 1983-1988
Ten overstaan van de VDP en VD stond opnieuw EDA. Burgemeester werd PVV-er Gilbert Bossuyt voor het kartel EDA.

#### Legislatuur 1989-1994
De Vrije Democraten (VD) gaan in kartel naar de verkiezingen met de Volksunie met de kieslijst 'Partijen voor Rechtvaardigheid en Openheid' (PRO). De SP vormde met enkele onafhankelijke kandidaten de kieslijst VDA. De PVV kwam op onder eigen naam. Ten slotte was er de kieslijst 'N'. Burgemeester werd VD-er Johan Degrieck voor het kartel PRO.

#### Legislatuur 1995-2000
De kieslijsten werden aangetrokken door respectievelijk Roland Florizoone (VLD), Willy Vanheste (VDA), Johan Degrieck (PRO) en Jean-Claude Staelen (Wakker). Burgemeester werd SP-er Willy Vanheste voor de kieslijst VDA.

#### Legislatuur 2001-2006
De VLD sloot een kartel met de sp.a, ze kwamen op met de kieslijst 'Vernieuwde Eenheidslijst De Panne-Adinkerke' (VEDA). Het kartel PRO (Vrije Democraten en Volksunie) werd opengebroken. De Vlaams-nationalisten kwamen op onder de naam 'Jong En Vernieuwend Alternatief' (JEVA). Ook Vivant diende een kieslijst in. VEDA behaalde een absolute meerderheid. De lijsten Vivant en JEVA hadden geen verkozenen. Burgemeester werd opnieuw Willy Vanheste.

#### Legislatuur 2013-2018
Burgemeester was Ann Vanheste (sp.a) van de kieslijst 'De Panne-Adinkerke Samen' (DAS). Zij leidde de coalitie bestaande uit DAS en CD&Vplus. Samen vormden ze de meerderheid met 15 op 21 zetels.

#### Legislatuur 2018 tot 24 augustus 2021
Burgemeester is Bram Degrieck van Het Plan-B. Hij leidt een coalitie bestaande uit Actie, N-VA en Plan-B. Samen vormen ze een krappe meerderheid met 11 op 21 zetels, in augustus 2021 werd er door Lijst Burgemeester en N-VA een motie van wantrouwen ingediend tegen Het Plan-B en Actie, op de gemeenteraad van 24 augustus 2021 verloren ze nipt de stemming (11 voor Lijst Burgemeester en N-VA tegen 10 voor Het Plan-B en Actie). Vanuit Plan-B en Actie werd er beweerd dat deze nieuwe meerderheid op verschillende manieren onwettig was, toch werd deze ontvankelijk verklaard door de voorzitter.

#### Legislatuur 24-31 augustus 2021
Burgemeester is Ann Vanheste van Lijst Burgemeester. Zij leidt een coalitie bestaande uit Lijst Burgemeester (DAS en CD&VPLUS) en 
N-VA. Deze legislatuur kwam er nadat er een motie van wantrouwen werd ingediend. Op de gemeenteraad van 24 augustus werd deze met een nipte meerderheid gestemd (11 stemmen voor Lijst Burgemeester en N-VA tegen 10 voor Het Plan-B en Actie). Samen vormen ze een krappe meerderheid met 11 op 21 zetels. Op 24 augustus legde het nieuwe gemeentebestuur officieel de eed af.

#### Legislatuur 31 augustus 2021 tot 2024
Bram Degrieck (het Plan-B) is burgemeester. Hij leidt een coalitie bestaande uit Act!e, N-VA en Plan-B.
Ze werden eerder vervangen door een collectieve motie van wantrouwen (zie hierboven), 1 week later werd het vorige schepencollege terug aangesteld. De voorzitter die de motie ontvankelijk verklaarde nam ontslag, deze is aangeduid door Act!e, maar werd gedurende de legislatuur onafhankelijk, hierdoor mocht Act!e een nieuwe voorzitter aanstellen waardoor ze opnieuw in de meerderheid kwamen.
Ook oud-burgemeester Ann Vanheste geeft aan te stoppen met politiek.

#### Legislatuur 2024 tot 2030
Burgemeester is Wim Janssens van Het Actieplan, een kartel bestaande uit het liberale Actie en de partij Plan-B van uittredend burgemeester Bram Degrieck dat een absolute meerderheid van 14 op 21 zetels behaalde. Janssens behaalde meer voorkeurstemmen dan Degrieck en had conform het nieuwe lokale kiesdecreet het recht om burgemeester te worden. 

### Resultaten gemeenteraadsverkiezingen sinds 1976
| Partij of kartel     | Partij of kartel                                                     | 10-10-1976 | 10-10-1976 | 10-10-1982 | 10-10-1982 | 9-10-1988 | 9-10-1988 | 9-10-1994 | 9-10-1994 | 8-10-2000 | 8-10-2000 | 8-10-2006 | 8-10-2006 | 14-10-2012 | 14-10-2012 | 14-10-2018 | 14-10-2018 | 13-10-2024 | 13-10-2024 |
| Stemmen / Zetels     | Stemmen / Zetels                                                     | %          | 21         | %          | 21         | %         | 21        | %         | 21        | %         | 21        | %         | 21        | %          | 21         | %          | 21         | %          | 21         |
| -------------------- | -------------------------------------------------------------------- | ---------- | ---------- | ---------- | ---------- | --------- | --------- | --------- | --------- | --------- | --------- | --------- | --------- | ---------- | ---------- | ---------- | ---------- | ---------- | ---------- |
|                      | Visie 2020&N-VAD/ N-VA1                                              | -          |            | -          |            | -         |           | -         |           | -         |           | -         |           | 27,57D     | 6          | 10,21      | 1          | 5,71       | 0          |
|                      | Het PLAN-B1/ Het ActiePlanF                                          | -          |            | -          |            | -         |           | -         |           | -         |           | -         |           | 27,57D     | 6          | 18,21      | 4          | 53,3F      | 14         |
|                      | EDAA/ PVV1/ VLD2/ VEDAC / Visie2020&N-VAD/ Actie3/ Het ActiePlanF    | 45,53A     | 9          | 56,42A     | 13         | 23,561    | 5         | 19,442    | 4         | 55,83C    | 13        | 54,85C    | 13        | 27,57D     | 6          | 26,23      | 6          | 53,3F      | 14         |
|                      | EDAA / VDA1 / VEDAC / DAS2 / LijstBurgemeesterE / VOLUIT3            | 45,53A     | 9          | 56,42A     | 13         | 34,061    | 7         | 38,591    | 9         | 55,83C    | 13        | 54,85C    | 13        | 36,252     | 9          | 39,0E      | 10         | 19,63      | 4          |
|                      | EDAA / PROB / JEVA1                                                  | 45,53A     | 9          | 56,42A     | 13         | 41,25B    | 9         | 34,76B    | 8         | 3,911     | 0         | -         |           | -          |            | 39,0E      | 10         | -          |            |
|                      | Vrije Democraten2 / PROB / CD&Vplus2/ LijstBurgemeesterE / KRACHTIG3 | 54,471     | 12         | 22,12      | 4          | 41,25B    | 9         | 34,76B    | 8         | 34,72     | 8         | 33,63     | 7         | 25,583     | 6          | 39,0E      | 10         | 10,33      | 2          |
|                      | VDP1                                                                 | 54,471     | 12         | 21,441     | 4          | -         |           | -         |           | -         |           | -         |           | -          |            | -          |            | -          |            |
|                      | Team 8660                                                            | -          |            | -          |            | -         |           | -         |           | -         |           | -         |           | -          |            | -          |            | 8,5        | 1          |
|                      | Vlaams Blok1 / Vlaams Belang2                                        | -          |            | -          |            | -         |           | 2,651     | 0         | -         |           | 11,552    | 1         | 5,752      | 0          | 5,02       | 0          | -          |            |
| Anderen(*)           | Anderen(*)                                                           | -          |            | -          |            | 1,13      | 0         | 4,56      | 0         | 5,56      | 0         | -         |           | 4,84       | 0          | 1,4        | 0          | 2,6        | 0          |
| Totaal stemmen       | Totaal stemmen                                                       | 6511       | 6511       | 6525       | 6525       | 6754      | 6754      | 6978      | 6978      | 6989      | 6989      | 7224      | 7224      | 7572       | 7572       | 7809       | 7809       | 4970       | 4970       |
| Opkomst %            | Opkomst %                                                            |            |            |            |            | 92,08     | 92,08     | 90,87     | 90,87     | 91,78     | 91,78     | 92,12     | 92,12     | 89,51      | 89,51      | 90,6       | 90,6       | 57,2       | 57,2       |
| Blanco en ongeldig % | Blanco en ongeldig %                                                 | 3,66       | 3,66       | 5,15       | 5,15       | 5,29      | 5,29      | 4,82      | 4,82      | 7,03      | 7,03      | 6,04      | 6,04      | 4,01       | 4,01       | 4,3        | 4,3        | 1,8        | 1,8        |

De zetels van de gevormde coalitie staan vetjes afgedrukt. De grootste partij is in kleur.
(*) 1988: N / 1994: WAKKER / 2000: VIVANT / 2012: ANDERS / 2018: Gemeend Verzet DeP-A / 2024: Iedereen Burgemeester - Lijst Depoorter (1,8%), Gemeend Verzet DeP-A (0,8%)

## Mobiliteit

### Verleden

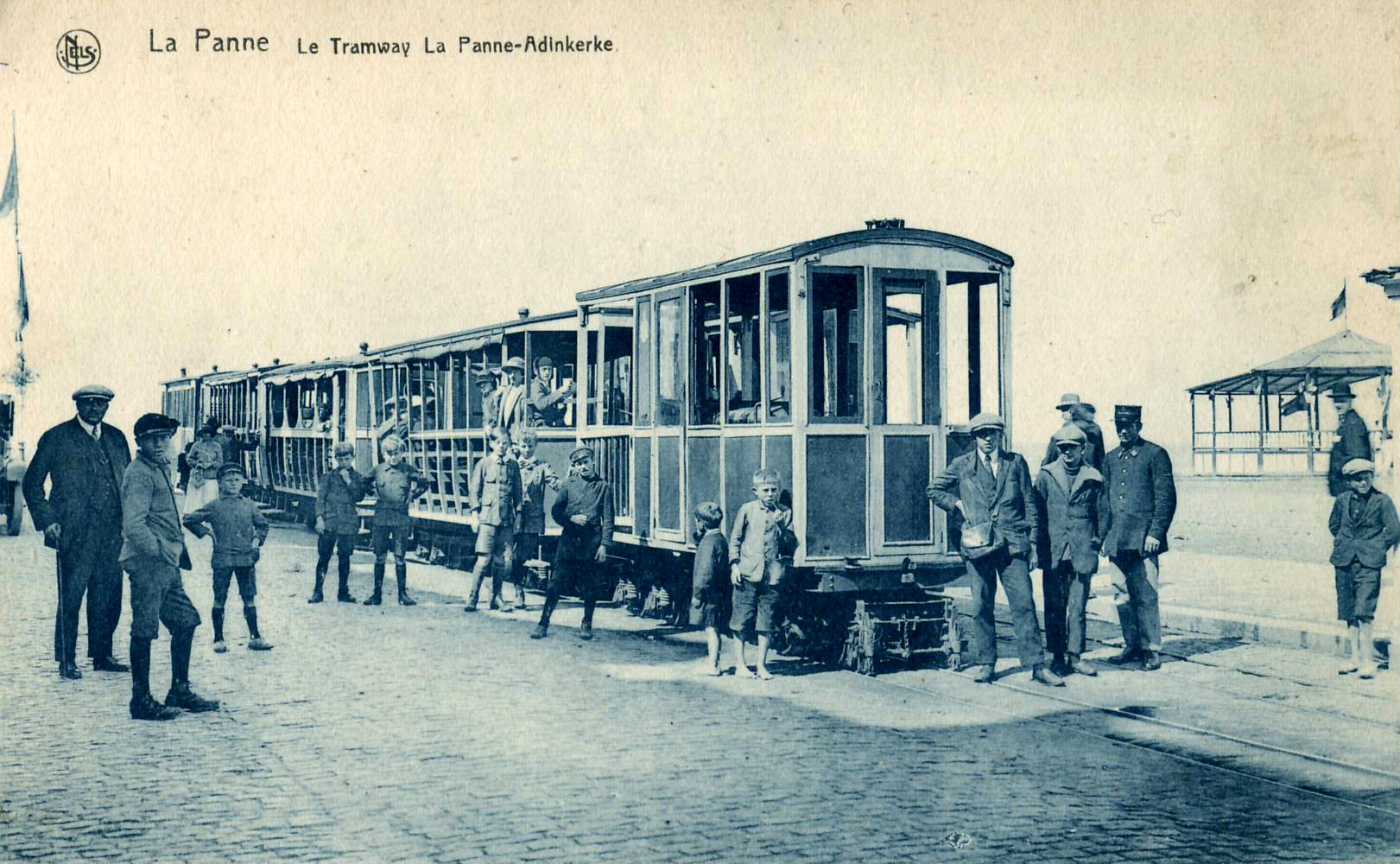
Tramrijtuigen naar Adinkerke met 600 mm spoorbreedte en motortractie, voor de verbouwing naar meterspoor en elektrische tractie.

De verbinding van het spoorstation in Adinkerke naar het dorp begon in 1894 met een paardenomnibus geëxploiteerd door een lokale hoteluitbater. Op 14 juli 1901 is deze bus vervangen door een paardentram op 600 mm spoorbreedte tot aan een strandtent die ook als station functioneerde. Tijdens de Eerste Wereldoorlog werd de tram naar Adinkerke getrokken door een open "tractor" met benzinemotor. Na de oorlog werden zij vervangen door paarden. Vanaf 1920 werd stoomtractie gebruikt. De locomotiefjes heetten Adele en Laura. In 1928 werden zij vervangen door Fordsontractoren, waarbij een landbouwmotor in enkele rijtuigen werd ingebouwd. Deze reden tot de overname van de lijn door de buurtspoorwegen in 1932. De buurtspoorwegen (NMVB) verbouwden de lijn naar meterspoor en elektrificeerden deze. In de volksmond werd deze tramlijn de "Adele" tram genoemd, naar de gelijknamige stoomlocomotief die de tractie verzorgde. In de jaren 1930 was het plan er al om de elektrische tramlijn te verlengen naar Bray-Dunes in Frankrijk, maar dit is nooit gerealiseerd. Wel was er in Bray-Dunes tussen 1903 en 1929 een lokaalspoorweg/tramweg dwars over de spoorlijn heen naar het strand.
Een andere paardentramlijn was de "SA du Tramway de St Idesbald", een 600mm-spoorlijn van het strand in De Panne tot "Hotel des Dunes" in Sint-Idesbald. Deze lijn heeft maar gereden van 1910 tot 1914, omdat deze overbodig werd door de nieuwe tramlijn van de buurtspoorwegen (de latere kusttramlijn).
De buurtspoorlijn De Panne - Veurne werd in 1901 geopend en in 1929 geëlektrificeerd. Dit was lijn 8, vanaf 1947 lijn 20. Samen met de andere tramlijnen in de Westhoek ontstond er een regionaal elektrisch tramnet met lokale lijnen, naast de kusttram. In de jaren 40 en 50 van de 20e eeuw werd het hele tramnet, behalve de kustlijn, opgedoekt. De tram tussen De Panne en Adinkerke werd na de zomer van 1955 vervangen door buslijn 781. Zelfs nadat de tramverbinding werd hersteld in 1998 bleef dit nummer en deze lijn nog jaren gehandhaafd. De tram naar Veurne werd vervangen door bus 772. Dit nummer bestond tot minstens 2003.
De eerste stoomtram bereikte De Panne op 4 juli 1914 als een zijlijn vanaf Koksijde-Dorp van de buurtspoorlijn Oostende - Veurne, een stoomtramlijn langs de dorpen. De huidige elektrische tramlijn naar Oostende kwam in dienst op 1 augustus 1929. De Koninklijke Baan, gestart in de tijd van Leopold II, bereikte pas in 1933 het eindpunt De Panne.
In de jaren 1980 waren er drie zomerbuslijnen: 206 naar Herseaux, en 492 van Koksijde via De Panne naar Péronnes, en lijn 777 (later 773) naar Ieper. Het ganse jaar reed ook bus 782 naar Duinkerken en Calais.

### Heden

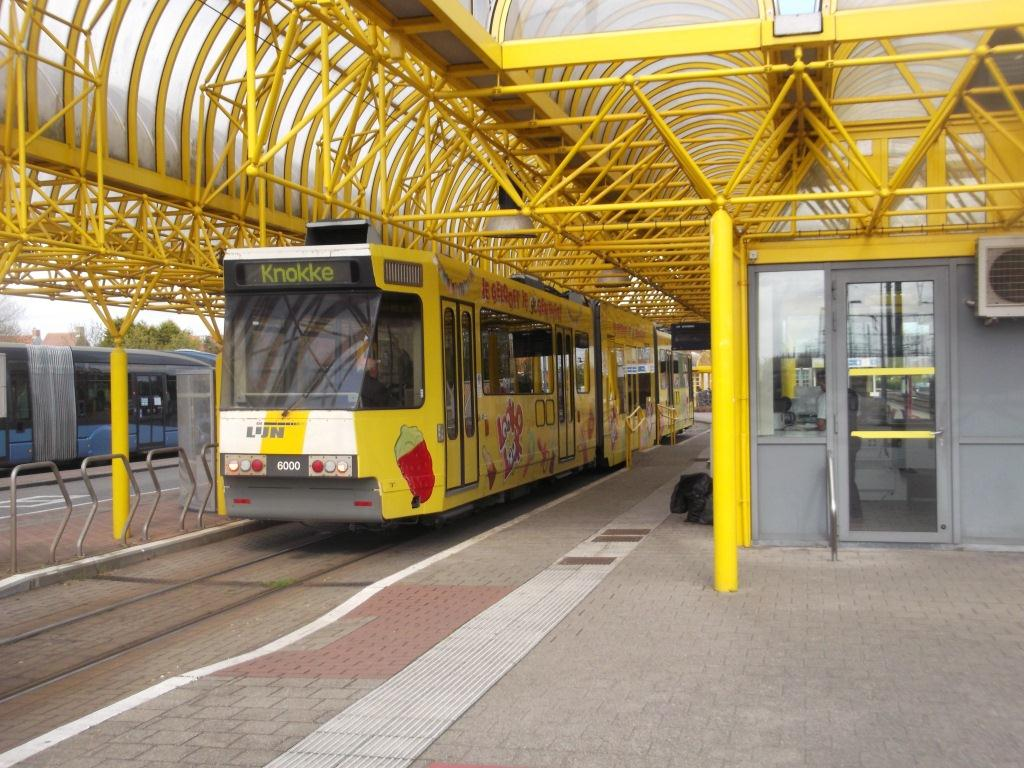
De tram in treinstation De Panne

De Panne is gemakkelijk bereikbaar met de trein over de spoorlijn die eindigt bij station De Panne in Adinkerke, waarbij steeds een directe overstap op de kusttram mogelijk is aangezien de terminus ervan vlak aan het station ligt. Het treinstation is gelegen aan spoorlijn 73 ter hoogte van Adinkerke. Vanaf hier vertrekken er rechtstreekse treinen naar Antwerpen en Brussel via Gent Sint-Pieters.
Het plaatselijke busvervoer wordt geëxploiteerd door De Lijn; er is een  lijn 55 Veurne-Houtem, en lijn 56 naar Veurne. Daarnaast is er nog een belbus actief, lijn 57. Het belangrijkste vervoermiddel binnen De Panne en naar alle andere badplaatsen is de kusttram, deze verbindt onder andere het dorp met het zuidelijker gelegen treinstation. Deze tramlijn heeft in de Panne 7 haltes, waarvan de halte De Panne Station ook het begin/eindstation is. Andere haltes zijn er onder andere bij Plopsaland, de Sint-Pieterskerk en in het centrum. De tram rijdt in de zomer om de 10 minuten, 's winters om de 20 minuten en tijdens de herfst, lente en feestdagen buiten de zomer om de 15 minuten. Ook nu zijn er nog steeds plannen om de Kusttram te verlengen naar Frankrijk, in het kader van het Neptunusplan.
Over de weg is De Panne verbonden met de A18 via de N34 en via de N35 met Veurne.

## Jeugd
De Panne beschikt over een groot potentieel om een jeugdig publiek aan te trekken:
- het strand
- Plopsaland De Panne
- de zeedijk (met o.a. basketbalinfrastructuur)
- dagelijks gecoördineerde activiteiten in de zomervakantie
- skatepark op het Koningsplein
- mountainbikemogelijkheden in de bossen
- Chiro Windekind Adinkerke
- 15de FOS 't Kraaienest (Sea Scouts)

## Bekende Pannenaars
- Stéphane Buyens (1960), sterrenchef en tv-kok
- Caroline Van den Berghe (1969), VRT-journaliste en nieuwslezeres

## Partnersteden
- Bray-Dunes (Frankrijk)
- Sainte-Adresse (Frankrijk)
- Hlohovec (Slowakije)
- La Roche-en-Ardenne (België)

## Nabijgelegen kernen
Sint-Idesbald, Koksijde, Adinkerke, Bray-Dunes